# 伊藤徳三
伊藤 徳三（いとう とくぞう、1853年7月7日（嘉永6年6月2日）- 1921年（大正10年）4月26日）は、日本の弁護士。政治家、衆議院議員（1期）。幼名・豊三郎。

## 経歴
尾張国愛知郡名古屋村（現愛知県名古屋市）で、尾張藩士・伊藤東四郎の息子として生まれた。漢学を学ぶ。司法省出仕を経て、代言人となり、大阪弁護士会長、大阪市会議員、大阪府会議員、大阪築港委員、所得税調査委員、破産管財人、第五回内国勧業博覧会評議員となる。
1898年8月の第6回衆議院議員総選挙において大阪2区から憲政党公認で立候補して当選する。衆議院議員を1期務め、1902年の第7回衆議院議員総選挙では大阪市から出馬したが31票差の次点で落選。1921年に死去した。

## 親族
- 養子 伊藤正雄（国文学者）[5]